# Вышкомонтажник
Вышкомонтажник — работник, занимающийся монтажом/демонтажом буровых установок, работает в составе вышкомонтажной бригады. Также существуют профессии вышкомонтажник-сварщик, вышкомонтажник-электромонтер, вышкомонтажник-дизелист, вышкомонтажник-плотник (в настоящее время практически не встречается, так как при монтаже современных буровых установок древесина, как материал, заменяется стальным прокатом).